# Собор святого Миколая (Мурска-Собота)
Собор святого Миколи (словен. Stolna cerkev sv. Nikolaja) — католицька церква, що розташовується в місті Мурска-Собота, Словенія. Кафедральний собор єпархії. Храм розташований на околиці міста біля залізничного вокзалу.

## Історія
З 1071 року на місці, де сьогодні знаходиться сучасний собор, побудований храм в романському стилі. Цей храм був побудований угорцями. У 1350 році перша церква була перебудована у кам'яний готичний храм. З 1605 по 1672 рік після поширення Реформації другий храм знаходився у власності місцевої євангельської громади.
Сучасний храм в неороманському стилі побудований на місці другого храму у 1912 році за проектом угорського архітектора Ласло Такача. При будівництві сучасної церкви святого Миколая був збережений пресвітерій другого храму.